# Geostatistica
La geostatistica è la branca della statistica che si occupa dell'analisi di dati geografici: il suo campo classico di applicazione sono le scienze della Terra, in particolar modo nella geografia, geologia, geologia ambientale, ecologia, meteorologia, agronomia, trovando applicazione anche in altri campi come le analisi economiche, studi epidemiologici, ecc.

## Descrizione
Si occupa di valutare l'autocorrelazione spaziale dei dati, cercando di verificare se osservazioni effettuate in punti vicini presentano effettivamente una maggiore correlazione rispetto ad osservazioni poste in punti distanti. L'obiettivo è quindi valutare come tale autocorrelazione vari in funzione del vettore separazione considerato (quindi distanza e direzione). La struttura di continuità spaziale viene di solito derivata dai dati mediante l'analisi ed inferenza del variogramma (semivarianza).
Lo studio della continuità spaziale e il necessario studio esplorativo dei dati consentono di analizzare in estremo dettaglio i fenomeni analizzati, permettendo di comprendere la struttura statistico-spaziale dei dati in termini dei processi fisico-chimici coinvolti. Lo studio ed inferenza del variogramma sono anche necessari per utilizzare gli algoritmi di interpolazione della famiglia del kriging. Il kriging, come altri interpolatori, utilizzano una combinazione lineare di dati noti per stimare il valore della proprietà di interesse in un punto non campionato. In pratica si tratta di una media pesata in cui il criterio di pesatura mira ad ottenere la minimizzazione e non distorsione dell'errore. In questo senso il kriging viene detto BLUE (Best Linear Unbiased Estimator: alla fine ci si ritrova con le equazione normali della regressione lineare). Dal punto di vista operativo, gli interpolatori della famiglia del kriging effettuano le interpolazioni tenendo conto delle distanze tra il punto di stima e i dati noti e delle interdistanze tra i dati noti stessi (quindi del loro grado di addensamento o clustering). L'oggettività del metodo geostatistico risiede nel fatto che il criterio di pesatura che tiene conto della geometria di campionamento è basato sulla struttura stessa di continuità spaziale (variogramma ed in ultima funzione covarianza) e quindi sulle stesse caratteristiche di variabilità spaziale dei dati.
Di seguito si riportano alcuni metodi di interpolazione tra cui anche il kriging:
- Inverso della distanza pesato (IDW)
- kriging
- regressioni polinomiali
- regressioni spline
- natural neighbour
- triangolazione

Si esalta il lato applicativo di questa disciplina grazie allo sviluppo dei Sistemi d'Informazione Geografica (GIS) che spesso offrono al loro interno strumenti statistici atti alla modellizzazione dei fenomeni ambientali.
Il dottor Herbert Sichel ed il professor Danie Krige sono stati i pionieri della geostatistica, mentre Georges Matheron è unanimemente riconosciuto come il padre della Geostatistica. È da ricordare lo sviluppo parallelo dell'analisi oggettiva di L. S. Gandin, inizialmente applicata in campo meteorologico e oceanografico.